# I. Géza magyar király
I. (Magnus) Géza (Lengyel Királyság, 1044 körül – Vác, 1077. április 25.) Árpád-házi magyar király 1074 és 1077 között. I. Béla király és a lengyel származású Richeza királyné legidősebb fia, Vazul herceg unokája volt. Keresztelési neve Magnus volt. Amikor apja 1063-ban meghalt, német segítséggel unokatestvére, Salamon szerezte meg a koronát, és Gézát Magyarország elhagyására kényszerítette. Géza lengyel megerősítéssel tért vissza, de 1064 elején ő és testvére, László elismerték Salamon uralmát. Cserébe megkapták apjuk egykori hercegségét, amely a Magyar Királyság egyharmadát foglalta el.
Géza szorosan együttműködött Salamonnal, de kapcsolatuk 1071-től feszültté vált. A király 1074 februárjában megszállta a hercegséget, és csatában legyőzte Gézát. Géza azonban győzött az 1074. március 14-i sorsdöntő mogyoródi csatában. Hamarosan megszerezte a trónt, bár Salamon évekig megőrizte uralmát Moson és Pozsony vidékén. Géza élete utolsó hónapjaiban béketárgyalásokat kezdeményezett trónfosztott unokatestvérével. Fiai kiskorúak voltak, amikor meghalt, így öccse, László követte őt a trónon.

## Uralkodása előtt
I. Béla király és Richeza lengyel hercegnő fia, apjának lengyelországi tartózkodása idején született. Lengyelországból apjával együtt 1048-ban tért haza. 1057-ben öccsével, Lászlóval együtt belenyugodott unokaöccsének, Salamonnak megkoronázásába; 1059-ben azonban – a tiszavárkonyi palotacsíny után – atyjával együtt Lengyelországba menekült, s az onnan hozott hadakkal együtt részt vett a polgárháborúkban, melyek után 1061-ben I. Béla név alatt atyját ültették trónra. Az ő halála (1063) után testvéreivel, Lászlóval és Lamberttel együtt ismét Salamont ismerte el királyának a győri békében (1064. június 20.). Géza visszanyerte atyja hercegségét, s Pécsen április 11-én maga tette a húsvéti koronát Salamon fejére, s jelen volt újabb, székesfehérvári megkoronázásán is, a Salamont támogató IV. Henrik császár jelenlétében. Azután részt vett a besenyők és bizánciak ellen folytatott háborúkban. Niketász görögjei Nándorfehérvárnál (1071) nem a király, hanem az ő pártfogásába ajánlották magukat, s ő a buzási mezőn nem engedte zsákmányra bocsátani őket, ezért a hadizsákmány osztása alkalmával megrövidítette őt a király.
Géza 1072-ben, mikor a bizánciak csellel visszavették Nándorfehérvárt, elkísérte ugyan a királyt a niši hadjáratra, a Szerémségbe azonban már nem követte, hanem hazasietett hercegségébe, ahol előkészületeket tett a polgárháborúra, melyet kikerülnie nem állt hatalmában. 1073-ban az esztergomi szigeten rövid időre még egyszer kibékültek ugyan a rokonok, mikor azonban Salamon hadai télvíz idején meg akarták lepni az Igfan erdejében vadászgató Gézát, a herceg is élére állt a maga tiszántúli csapatának, s a cseh határ felé igyekezett, hogy öccse, László hadaival egyesüljön. Kemejnél azonban (a Zagyva torkolata és a Hortobágy mocsarai közt) 1074. február 26-án csatát vesztett, és csak néhány emberével menekülhetett át a Tiszán. Egyesült László seregeivel, és 1074. március 14-én Mogyoródnál döntő csatát nyert a királlyal szemben.

## Uralkodása
Géza az ország túlnyomó részén átvette a hatalmat (a hercegség vezetésével Lászlót bízta meg); csak Moson és Pozsony vára maradt Salamon kezén. Gézát az 1074-es székesfehérvári országgyűlés királlyá is választotta. A királyi felségjelvényeket azonban Salamon magával vitte, ezért Géza a Szentszékhez fordult új koronáért. VII. Gergely pápa egy ideig Salamont ismerte el törvényes királynak, később azonban a Magyar Királyság feletti hűbéruraság elismerésének fejében hajlandó lett volna Géza támogatására. Hűbérúri igényének alátámasztására azt hangoztatta, hogy a magyar királyi méltóság Rómából ered, és Szent István, akinek koronája és lándzsája a Vatikánban található, halála előtt Szent Péter oltalmába ajánlotta országát.
Géza számára azonban a pápai hűbéruraság elismerése éppúgy elfogadhatatlan volt, mint a német-római császár főhatósága. Ezért logikus külpolitikai lépésként korábbi ellenfele, Bizánc felé fordult és 1075-ben szövetségre lépett Dukász Mihály bizánci császárral. A szövetséget a szokás szerint dinasztikus házassággal pecsételték meg, Géza egy bizánci hercegnőt kért és kapott feleségül, és vele együtt a császár egy koronát is küldött – az úgynevezett Corona Graecát, ami ma is a Szent Korona alsó részét alkotja. A koronát díszítő zománcképek I. Gézát is megörökítették, ez a második hiteles magyar királyportré I. István koronázási palástja után.
Az így megerősödött bizánci befolyás ellensúlyozására azonban Géza fenntartotta a magyarországi keresztény egyház latin rítus szerinti szervezését. Kedvelt lakóhelyén, Vácott befejezte a székesegyház építését, amire a mogyoródi csata előtt fogadalmat tett. Ugyancsak betartotta egy újabb bencés kolostor építésére tett ígéretét is, ami a garamszentbenedeki apátság lett. Mogyoródon emléktemplomot emeltetett. Géza uralkodása során tehát ügyesen egyensúlyozott a pápaság és a német-római császár, illetve a bizánci császár között.
Géza 1077. április 25-én halt meg, utóda öccse, László lett. Haláláról krónikáink, köztük a Thuróczi-krónika, szűkszavúan szólnak. Eszerint tárgyalások közben betegedett meg, és az így szerzett ismeretlen betegségbe halt bele. A halált okozó körülményekről az olasz származású apát, Willermus számolt be azzal, hogy a fiatal, erőteljes és hőn szeretett király, amikor Salamonnal egy béketárgyaláson vett részt, hirtelen megbetegedett és meghalt.
I. Gézát Vácott temették el a mai Barátok Templomának (Szent Kereszt ferences templom, vagy más néven Vártemplom) helyén álló székesegyházban. Ezt a három hajós templomot udvarháza mellé építtette. A tatárjárás után, majd még többször átépítették, végül a török harcokban pusztult el az épület. Az 1076-ban elhunyt alapító királyt ebbe a templomba temették, a bazilika középső hajójának közepére, annak ellenére, hogy a templomban volt egy négy oszlopos kripta is. Ez utóbbi valószínűleg Vác névadójának, Vác remetének a kultuszhelye volt.
A Géza sírhelyéül szolgáló templomot a ferencesek bontották le 1720-tól, amikor a saját rendházukat építették. A templomot az alapig elhordták és belőle épült az új rendház. Magát a sírt is lebontották, a sírhelyként azonosított helyen azonban csontvázat nem találtak a modern kori régészek.

## Utódai
Gézának első feleségétől, Zsófiától két fia maradt: Kálmán (a későbbi Könyves Kálmán király) és Álmos.
Második felesége Szünadéné, Niképhorosz Botaneiatész bizánci császár unokahúga volt, tőle egy leány, Katalin született.

## Felmenői
|  |  | Ismeretlen | Ismeretlen | Ismeretlen | Ismeretlen | Ismeretlen | Ismeretlen |  |  | Vazul                  | Vazul                  | Vazul                  | Vazul                  | Vazul                  | Vazul                  |        |        |         |         |         |         |         |         |         |         |                            |                            |                            |                            |                            |                            |           |           |           |           |  |  |           |           |           |           |           |           |  |  |         |         |         |         |         |         |  |  |
|  |  | Ismeretlen | Ismeretlen | Ismeretlen | Ismeretlen | Ismeretlen | Ismeretlen |  |  | Vazul                  | Vazul                  | Vazul                  | Vazul                  | Vazul                  | Vazul                  |        |        |         |         |         |         |         |         |         |         |                            |                            |                            |                            |                            |                            |           |           |           |           |  |  |           |           |           |           |           |           |  |  |         |         |         |         |         |         |  |  |
|  |  |            |            |            |            |            |            |  |  |                        |                        |                        |                        |                        |                        |        |        |         |         |         |         |         |         |         |         |                            |                            |                            |                            |                            |                            |           |           |           |           |  |  |           |           |           |           |           |           |  |  |         |         |         |         |         |         |  |  |
|  |  |            |            |            |            |            |            |  |  |                        |                        |                        |                        |                        |                        |        |        |         |         |         |         |         |         |         |         |                            |                            |                            |                            |                            |                            |           |           |           |           |  |  |           |           |           |           |           |           |  |  |         |         |         |         |         |         |  |  |
|  |  | I. András  | I. András  | I. András  | I. András  | I. András  | I. András  |  |  |                        |                        |                        |                        |                        |                        |        |        | I. Béla | I. Béla | I. Béla | I. Béla | I. Béla | I. Béla |         |         | Richeza                    | Richeza                    | Richeza                    | Richeza                    | Richeza                    | Richeza                    |           |           |           |           |  |  |           |           |           |           |           |           |  |  |         |         |         |         |         |         |  |  |
|  |  | I. András  | I. András  | I. András  | I. András  | I. András  | I. András  |  |  |                        |                        |                        |                        |                        |                        |        |        | I. Béla | I. Béla | I. Béla | I. Béla | I. Béla | I. Béla |         |         | Richeza                    | Richeza                    | Richeza                    | Richeza                    | Richeza                    | Richeza                    |           |           |           |           |  |  |           |           |           |           |           |           |  |  |         |         |         |         |         |         |  |  |
|  |  |            |            |            |            |            |            |  |  |                        |                        |                        |                        |                        |                        |        |        |         |         |         |         |         |         |         |         |                            |                            |                            |                            |                            |                            |           |           |           |           |  |  |           |           |           |           |           |           |  |  |         |         |         |         |         |         |  |  |
|  |  |            |            |            |            |            |            |  |  |                        |                        |                        |                        |                        |                        |        |        |         |         |         |         |         |         |         |         |                            |                            |                            |                            |                            |                            |           |           |           |           |  |  |           |           |           |           |           |           |  |  |         |         |         |         |         |         |  |  |
|  |  | Salamon    | Salamon    | Salamon    | Salamon    | Salamon    | Salamon    |  |  |                        |                        |                        |                        | Zsófia                 | Zsófia                 | Zsófia | Zsófia | Zsófia  | Zsófia  |         |         | I. Géza | I. Géza | I. Géza | I. Géza | I. Géza                    | I. Géza                    |                            |                            | Szünadéné                  | Szünadéné                  | Szünadéné | Szünadéné | Szünadéné | Szünadéné |  |  | I. László | I. László | I. László | I. László | I. László | I. László |  |  | Lampert | Lampert | Lampert | Lampert | Lampert | Lampert |  |  |
|  |  | Salamon    | Salamon    | Salamon    | Salamon    | Salamon    | Salamon    |  |  |                        |                        |                        |                        | Zsófia                 | Zsófia                 | Zsófia | Zsófia | Zsófia  | Zsófia  |         |         | I. Géza | I. Géza | I. Géza | I. Géza | I. Géza                    | I. Géza                    |                            |                            | Szünadéné                  | Szünadéné                  | Szünadéné | Szünadéné | Szünadéné | Szünadéné |  |  | I. László | I. László | I. László | I. László | I. László | I. László |  |  | Lampert | Lampert | Lampert | Lampert | Lampert | Lampert |  |  |
|  |  |            |            |            |            |            |            |  |  |                        |                        |                        |                        |                        |                        |        |        |         |         |         |         |         |         |         |         |                            |                            |                            |                            |                            |                            |           |           |           |           |  |  |           |           |           |           |           |           |  |  |         |         |         |         |         |         |  |  |
|  |  |            |            |            |            |            |            |  |  |                        |                        |                        |                        |                        |                        |        |        |         |         |         |         |         |         |         |         |                            |                            |                            |                            |                            |                            |           |           |           |           |  |  |           |           |           |           |           |           |  |  |         |         |         |         |         |         |  |  |
|  |  |            |            |            |            |            |            |  |  | Kálmán                 | Kálmán                 | Kálmán                 | Kálmán                 | Kálmán                 | Kálmán                 |        |        |         |         |         |         |         |         |         |         | Álmos                      | Álmos                      | Álmos                      | Álmos                      | Álmos                      | Álmos                      |           |           |           |           |  |  |           |           |           |           |           |           |  |  |         |         |         |         |         |         |  |  |
|  |  |            |            |            |            |            |            |  |  | Kálmán                 | Kálmán                 | Kálmán                 | Kálmán                 | Kálmán                 | Kálmán                 |        |        |         |         |         |         |         |         |         |         | Álmos                      | Álmos                      | Álmos                      | Álmos                      | Álmos                      | Álmos                      |           |           |           |           |  |  |           |           |           |           |           |           |  |  |         |         |         |         |         |         |  |  |
|  |  |            |            |            |            |            |            |  |  | II. István (1116-1131) | II. István (1116-1131) | II. István (1116-1131) | II. István (1116-1131) | II. István (1116-1131) | II. István (1116-1131) |        |        |         |         |         |         |         |         |         |         | Magyar királyok (1131-től) | Magyar királyok (1131-től) | Magyar királyok (1131-től) | Magyar királyok (1131-től) | Magyar királyok (1131-től) | Magyar királyok (1131-től) |           |           |           |           |  |  |           |           |           |           |           |           |  |  |         |         |         |         |         |         |  |  |

## Galéria

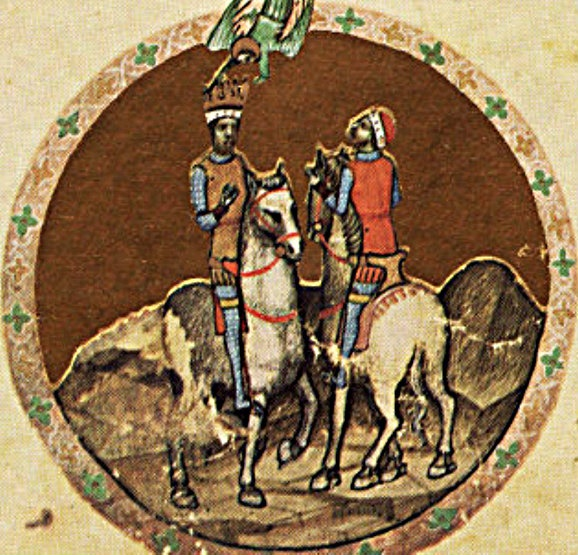
Géza király és öccse, László herceg (Képes krónika)
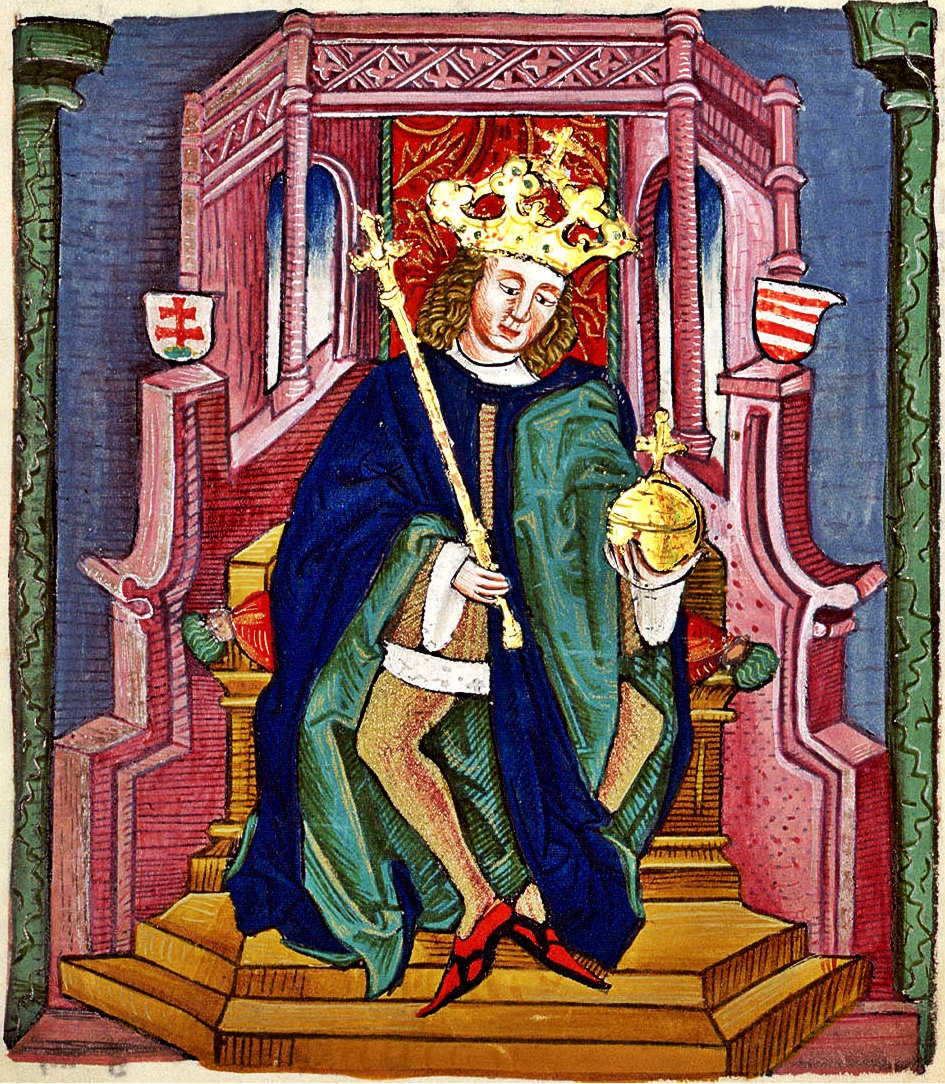
I. Géza a trónon (Thuróczi-krónika)
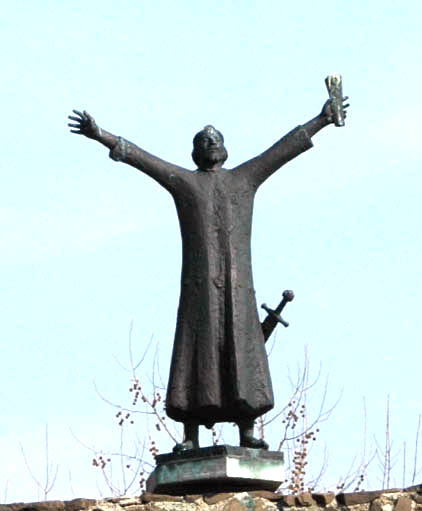
A király szobra Vácott
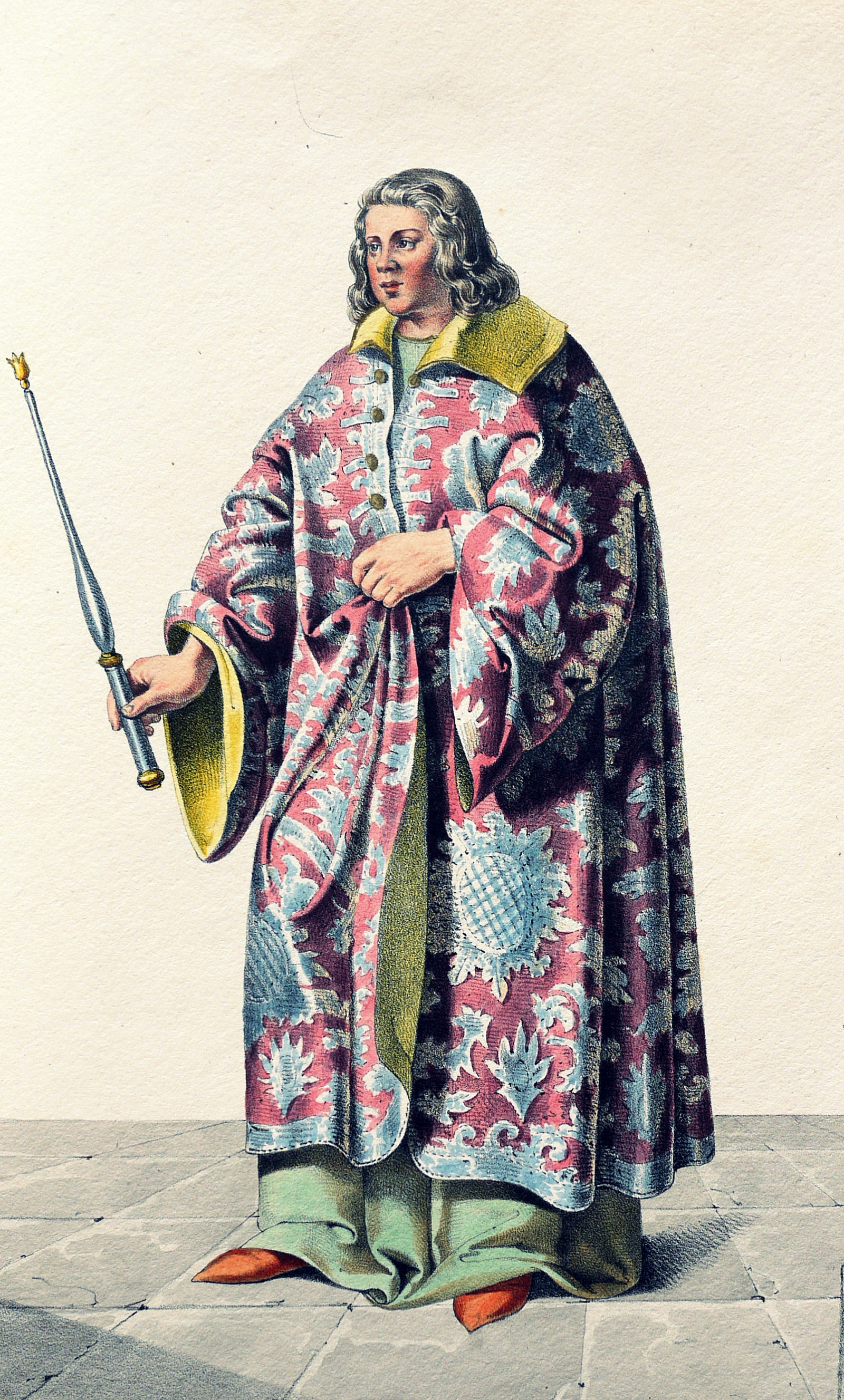
I. Géza. Moritz von Schwind festménye